# Gary Merrill
Gary Fred Merrill (Hartford, 2 agosto 1915 – Falmouth, 5 marzo 1990) è stato un attore statunitense.

## Biografia

### La carriera
Originario del Connecticut, Merrill studiò al Bowdoin College di Brunswick (Maine), iniziando a recitare alla radio dove si distinse grazie alla voce dal timbro profondo in alcune serie radiofoniche dell'epoca, tra le quali Superman. Nel 1944, durante il servizio militare, fece il suo debutto cinematografico nel dramma bellico Vittoria alata (1944) di George Cukor. Terminata la seconda guerra mondiale, la sua carriera prese slancio grazie a ruoli in film come Cielo di fuoco (1949) di Henry King e Sui marciapiedi (1950) di Otto Preminger.
All'inizio degli anni cinquanta, l'attore consolidò il proprio successo - anche se in ruoli prevalentemente di supporto - grazie alla sua maschera dai tratti incisivi e dalla forte personalità. Nel 1950 si distinse nel ruolo del regista Bill Sampson nel film Eva contro Eva (1950) di Joseph L. Mankiewicz, spietato ritratto del mondo teatrale americano. Merrill fornì un'ottima interpretazione del personaggio di Sampson, un professionista del palcoscenico, innamorato della sua primadonna Margo Channing (Bette Davis) e incorruttibile alle lusinghe dell'ambiziosa aspirante attrice Eve Harrington (Anne Baxter).
La sua carriera cinematografica proseguì con la partecipazione a film drammatici quali La fossa dei peccati (1951), girato in Inghilterra, e Telefonata a tre mogli (1952), entrambi ancora accanto a Bette Davis, e Notte di perdizione (1952), e a western come Gli sterminatori della prateria (1954) e Il meraviglioso paese (1959), ma i suoi ruoli sul grande schermo si fecero via via più sporadici. L'attore passò infatti gradualmente alla televisione, apparendo nei decenni successivi in serie quali Alfred Hitchcock presenta, Dove vai Bronson?, Il giovane Dr. Kildare, Marcus Welby, Cannon, fino al ritiro dalle scene intorno al 1980.
Politicamente attivo quale sostenitore del Partito Democratico, Merrill appoggiò diverse cause quali il diritto di voto agli afro-americani, prendendo posizioni fortemente contrarie alla politica estera americana del presidente Lyndon B. Johnson negli anni della guerra del Vietnam.

### Vita privata

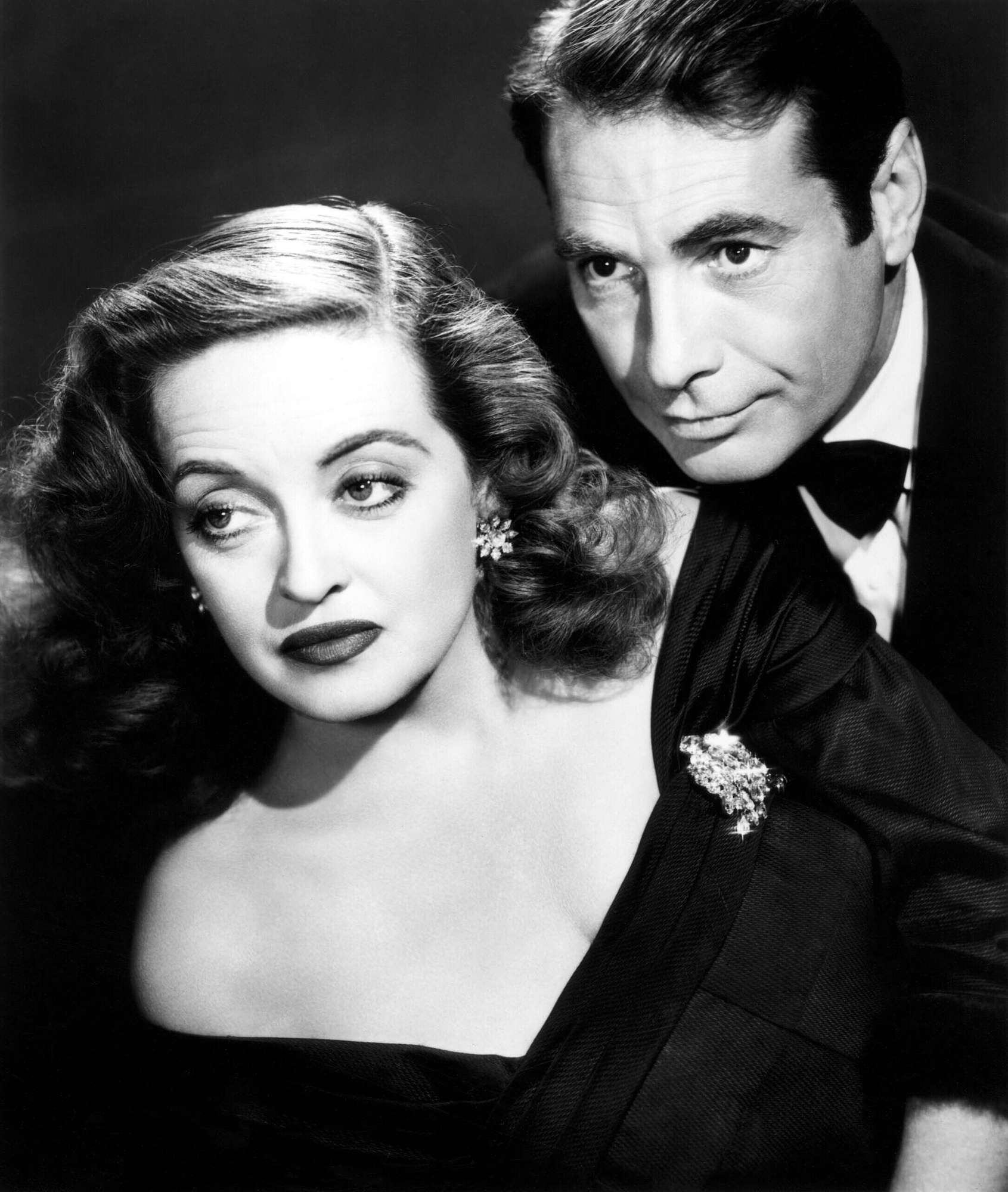
Gary con Bette Davis nel film Eva contro Eva (1950)

Dopo il divorzio nel 1950 dalla prima moglie Barbara Leeds, sposata nel 1941, Merrill si innamorò di Bette Davis sul set di Eva contro Eva e la sposò il 28 luglio 1950 a Ciudad Juárez (Messico), subito dopo il termine delle riprese. Merrill adottò Barbara, la figlia che la Davis aveva avuto da un precedente matrimonio e, in seguito, i due adottarono altri due bambini, Michael e Margot. L'unione entrò in crisi nella seconda metà degli anni cinquanta, complicata dall'inclinazione di Merrill per l'alcool, dai problemi di salute della Davis in quel periodo, e dalla scoperta del grave deficit mentale di Margot, la bambina che la coppia aveva adottato. Il matrimonio si concluse nel 1960 con il divorzio.
In seguito Merrill fu sentimentalmente legato per un breve periodo all'attrice Rita Hayworth, che conobbe nel 1961 e con la quale trascorse alcuni mesi in Europa, in particolare in Spagna e in Italia, a Venezia. I vagabondaggi della coppia furono seguiti con accanimento dalla stampa per via delle frequenti scenate in pubblico nei confronti di reporter, cacciatori di autografi e curiosi.
Nel 1989 l'attore pubblicò la propria autobiografia, Bette, Rita and the Rest of My Life. L'anno successivo morì per un tumore nella propria residenza di Falmouth (Maine), all'età di 74 anni.

## Filmografia

### Cinema
- This Is the Army, regia di Michael Curtiz (1943)
- Vittoria alata (Winged Victory), regia di George Cukor (1944)
- L'escluso (The Quiet One), regia di Sidney Meyers (1948) (narratore)
- Furia dei tropici (Slattery's Hurricane), regia di André De Toth (1949)
- Cielo di fuoco (Twelve O'Clock High), regia di Henry King (1949)
- Una sposa insoddisfatta (Mother Didn't Tell Me), regia di Claude Binyon (1950)
- Sui marciapiedi (Where the Sidewalk Ends), regia di Otto Preminger (1950)
- Eva contro Eva (All About Eve), regia di Joseph L. Mankiewicz (1950)
- L'uomo dell'Est (Rawhide), regia di Henry Hathaway (1951) (narratore non accreditato)
- Le rane del mare (The Frogmen), regia di Lloyd Bacon (1951)
- La fossa dei peccati (Another Man's Poison), regia di Irving Rapper (1951)
- I dannati (Decision Before Dawn), regia di Anatole Litvak (1951)
- Telefonata a tre mogli (Phone Call from a Stranger), regia di Jean Negulesco (1952)
- La dama bianca (The Girl in White), regia di John Sturges (1952)
- Notte di perdizione (Night Without Sleep), regia di Roy Ward Baker (1952)
- Assassinio premeditato (A Blueprint for Murder), regia di Andrew L. Stone (1953)
- Ti ho visto uccidere (Witness to Murder), regia di Roy Rowland (1954)
- Gli sterminatori della prateria (The Black Dakotas), regia di Ray Nazarro (1954)
- Giungla umana (The Human Jungle), regia di Joseph M. Newman (1954)
- Navy Wife, regia di Edward Bernds (1956)
- Bermuda Affair, regia di A. Edward Sutherland (1956)
- The Missouri Traveler, regia di Jerry Hopper (1958)
- Crash Landing, regia di Fred F. Sears (1958)
- Il meraviglioso paese (The Wonderful Country), regia di Robert Parrish (1959)
- L'occhio selvaggio ( The Savage Eye), regia di Sidney Meyers e Ben Maddow (1960)
- Il grande impostore (The Great Impostor), regia di Robert Mulligan (1961)
- Il piacere della sua compagnia (The Pleasure of His Company), regia di George Seaton (1961)
- L'isola misteriosa (Mysterious Island), regia di Cy Endfield (1961)
- Una ragazza chiamata Tamiko (A Girl Named Tamiko), regia di John Sturges (1962)
- Hong Kong un addio, regia di Gian Luigi Polidoro (1963)
- The Searching Eye, regia di Elaine Bass e Saul Bass (1964)
- Una forca per due (Catacombs), regia di Gordon Hessler (1965)
- L'invasione - Marte attacca Terra (Destination Inner Space), regia di Francis D. Lyon (1966)
- El Tigre (Ride Beyond Vengeance), regia di Bernard McEveety (1966)
- I conquistatori degli abissi (Around the World Under the Sea), regia di Andrew Marton (1966)
- Sfida oltre il fiume rosso (The Last Challenge), regia di Richard Thorpe (1967)
- Miliardario... ma bagnino (Clambake), regia di Arthur H. Nadel (1967)
- New York: ore tre - L'ora dei vigliacchi (The Incident), regia di Larry Peerce (1967)
- Più tardi Claire, più tardi..., regia di Brunello Rondi (1968)
- La forza invisibile (The Power), regia di Byron Haskin (1968)
- Amarsi male, regia di Fernando Di Leo (1969)
- The Secret of the Sacred Forest, regia di Michael Du Pont (1970)
- Huckleberry Finn, regia di J. Lee Thompson (1974)

### Televisione
- Danger – serie TV, 1 episodio (1953)
- Willys Theatre Presenting Ben Hecht's Tales of the City – serie TV, 2 episodi (1953)
- Robert Montgomery Presents – serie TV, 1 episodio (1953)
- The Mask – serie TV, 3 episodi (1954)
- The United States Steel Hour – serie TV, 3 episodi (1953-1954)
- Justice – serie TV, 9 episodi (1954-1955)
- Star Stage – serie TV, 1 episodio (1955)
- The 20th Century-Fox Hour – serie TV, episodi 1x08-1x10 (1956)
- The Alcoa Hour – serie TV, 2 episodi (1956-1957)
- Schlitz Playhouse of Stars – serie TV, 2 episodi (1957)
- Carovane verso il West (Wagon Train) – serie TV, 1 episodio (1957)
- Suspicion – serie TV, 1 episodio (1957)
- Rendezvous – serie TV, 1 episodio (1958)
- Letter to Loretta – serie TV, 2 episodi (1958)
- Studio 57 – serie TV, 1 episodio (1958)
- Jane Wyman Presents the Fireside Theatre – serie TV, 1 episodio (1958)
- Studio One – serie TV, 1 episodio (1958)
- Cimarron City – serie TV, episodio 1x05 (1958)
- Pursuit – serie TV, episodio 1x11 (1958)
- New York Confidential – serie TV, 1 episodio (1959)
- Playhouse 90 – serie TV, 3 episodi (1957-1959)
- Gli uomini della prateria (Rawhide) – serie TV, episodio 1x17 (1959)
- Alcoa Theatre – serie TV, 1 episodio (1959)
- Laramie – serie TV, 1 episodio (1959)
- Alfred Hitchcock presenta (Alfred Hitchcock Presents) – serie TV, episodi 2x18-3x25-4x07-6x08 (1957-1960)
- Scacco matto (Checkmate) – serie TV, episodio 1x20 (1961)
- Outlaws – serie TV, episodio 1x19 (1961)
- I racconti del West (Zane Grey Theater) – serie TV, 4 episodi (1957-1961)
- The New Breed – serie TV, episodio 1x04 (1961)
- Ai confini della realtà (The Twilight Zone) – serie TV, episodio 3x11 (1961)
- General Electric Theater – serie TV, 2 episodi (1958-1961)
- The Dick Powell Show – serie TV, episodio 1x18 (1962)
- Bus Stop – serie TV, episodio 1x20 (1962)
- Fred Astaire (Alcoa Premiere) – serie TV, 1 episodio (1962)
- Sam Benedict – serie TV, 1 episodio (1963)
- Ben Casey – serie TV, episodio 2x17 (1963)
- Combat! – serie TV, 1 episodio (1963)
- L'ora di Hitchcock (The Alfred Hitchcock Hour) – serie TV, 2 episodi (1963)
- The Outer Limits – serie TV, 1 episodio (1963)
- The Crisis – serie TV, 1 episodio (1963)
- Suspense – serie TV, 1 episodio (1964)
- Il reporter (The Reporter) – serie TV, 13 episodi (1964)
- The Nurses – serie TV, episodio 3x22 (1965)
- For the People – serie TV, 1 episodio (1965)
- Profiles in Courage – serie TV, 1 episodio (1965)
- Polvere di stelle (Bob Hope Presents the Chrysler Theatre) – serie TV, 1 episodio (1965)
- Branded – serie TV, 2 episodi (1965)
- Viaggio in fondo al mare (Voyage to the Bottom of the Sea) – serie TV, 1 episodio  (1966)
- A Man Called Shenandoah – serie TV, episodio 1x34 (1966)
- Kronos - Sfida al passato (The Time Tunnel) – serie TV, episodio 1x01 (1966)
- Hondo – serie TV, episodi 1x01-1x02 (1967)
- Dove vai Bronson? (Then Came Bronson) – serie TV, 1 episodio (1969)
- Marcus Welby (Marcus Welby, M.D.) – serie TV, 1 episodio (1970)
- NET Playhouse – serie TV (1970-1971)
- Wide World Mystery (1973)
- Il giovane Dr. Kildare (Young Dr. Kildare) – serie TV, 24 episodi (1972-1973)
- Medical Center – serie TV, 1 episodio (1973)
- Kung Fu – serie TV, 1 episodio (1974)
- Movin' On – serie TV, 2 episodi (1974-1975)
- Cannon – serie TV, 1 episodio (1976)
- L'amico Gipsy (The Littlest Hobo) – serie TV, 2 episodi (1980)

## Doppiatori italiani
Nelle versioni in italiano dei suoi film, Gary Merrill è stato doppiato da:
- Gualtiero De Angelis in Cielo di fuoco, Una sposa insoddisfatta, Eva contro Eva, Le rane del mare, La fossa dei peccati, I dannati, Telefonata a tre mogli, Notte di perdizione, Assassinio premeditato, Il meraviglioso paese
- Bruno Persa in Furia dei tropici, Il grande impostore, Sfida oltre il fiume rosso, Miliardario... ma bagnino
- Giorgio Capecchi in Sui marciapiedi
- Sandro Ruffini in La dama bianca
- Leonardo Cortese in Ti ho visto uccidere
- Giulio Panicali in Giungla umana
- Emilio Cigoli in Il piacere della sua compagnia
- Corrado Gaipa in New York: ore tre - L'ora dei vigliacchi
- Adolfo Lastretti in Il giovane Dr. Kildare